# Bloedrugspecht
De bloedrugspecht (Veniliornis sanguineus) is een vogel uit de familie Picidae (spechten).

## Verspreiding en leefgebied
Deze soort is endemisch in de Guyana's.

## Status
De grootte van de populatie is niet gekwantificeerd maar de soort wordt omschreven als vrij algemeen. Op de Rode lijst van de IUCN heeft deze soort de status niet bedreigd.